# Hans Menasse
Hans Menasse (Bécs, 1930. március 5. – 2022. február 28.) válogatott osztrák labdarúgó, csatár.

## Pályafutása

### Klubcsapatban
1938-ban, nyolcévesen Angliába került egy zsidó gyerekeket megmentő brit mentőakció részeként. Az itt töltött idő alatt a Luton Town ifjúsági csapatában játszott. A háború után visszatért Ausztriába és 1947-től a First Vienna korosztályos csapatában szerepelt. 1950 és 1958 között az első csapat játékosa volt és tagja volt az 1954–55-es bajnokcsapatnak. 1958–59-ben az Austria Wien együttesében fejezte be az aktív labdarúgást.

### A válogatottban
1953–54-ben két alkalommal szerepelt az osztrák válogatottban.

## Családja
Fia Robert Menasse (1954) író, esszéíró, műfordító. Lánya Eva Menasse (1970) újságíró, író.

## Sikerei, díjai
First Vienna
- Osztrák bajnokság
  - bajnok: 1954–55

## Statisztika

### Mérkőzései az osztrák válogatottban
| Ausztria | Ausztria          | Ausztria                      | Ausztria     | Ausztria | Ausztria    | Ausztria   | Ausztria | Ausztria |
| #        | Dátum             | Helyszín                      | Hazai        | Eredmény | Vendég      | Kiírás     | Gólok    | Esemény  |
| -------- | ----------------- | ----------------------------- | ------------ | -------- | ----------- | ---------- | -------- | -------- |
| 1.       | 1953. április 26. | Budapest, Megyeri úti stadion | Magyarország | 1 – 1    | Ausztria    | barátságos | -        | 68'      |
| 2.       | 1954. október 3.  | Bécs, Práter-satdion          | Ausztria     | 2 – 2    | Jugoszlávia | barátságos | -        |          |
|          | Összesen          |                               |              | 2        | mérkőzés    |            | 0        | gól      |